# Xã West Point, Quận Bates, Missouri
Xã West Point (tiếng Anh: West Point Township) là một xã thuộc quận Bates, tiểu bang Missouri, Hoa Kỳ. Năm 2010, dân số của xã này là 505 người.